# Brugg

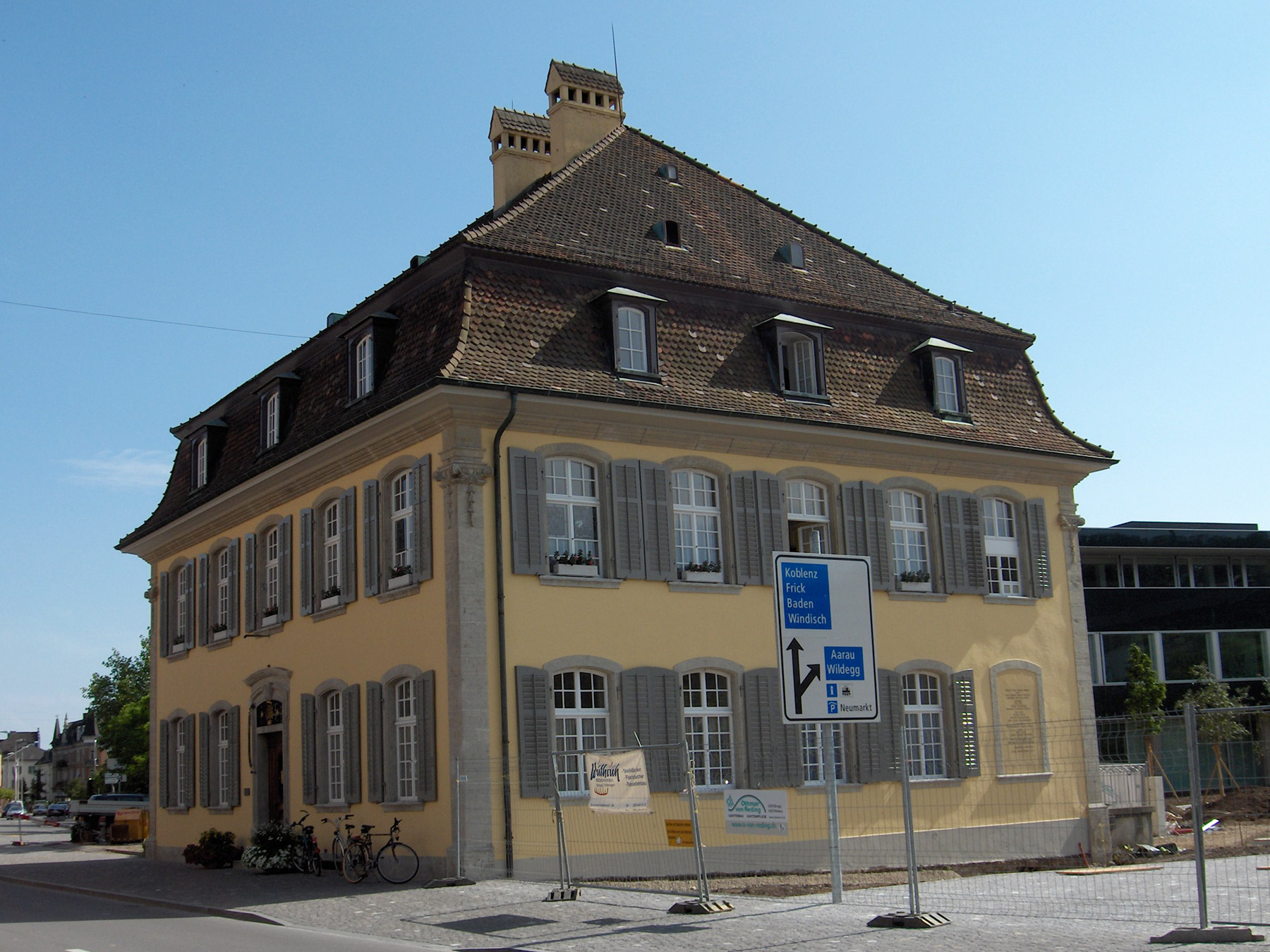
Ratusz w Brugg

Brugg – gmina miejska w Szwajcarii, w kantonie Argowia, siedziba administracyjna okręgu Brugg. Leży u zbiegu trzech rzek: Aare, Reuss oraz Limmat. 1 stycznia 2010 do miasta przyłączono gminę Umiken, a 1 stycznia 2020 pzyłączono gminę Schinznach-Bad.
Posiada bogatą historię, sięgającą czasów starożytnych. W 1020 r. biskup Werner ze Strasburga, najbogatszy wówczas członek rodu Habsburgów, zbudował w okolicy Brugg gród zwany Habicht lub Habsburg, który wkrótce stał się siedzibą rodu, szybko umacniającego swój stan posiadania w centralnej Szwajcarii.
Brugg liczy 12 738 mieszkańców (31 grudnia 2020). W mieście ma swoją siedzibę koncern Kabelwerke Brugg.
Znajduje się tutaj stacja kolejowa Brugg.

## Osoby urodzone w Brugg
- Gianni Bugno, kolarz
- Manuela Frey, modelka

## Współpraca
Miejscowość partnerska:
- Rottweil, Niemcy